# Maria Angelina Doukaina Palaiologina
Maria Angelina Doukaina Palaiologina eller Marija Angelina Nemanjić (grekiska: Μαρία Αγγελίνα Δούκαινα Παλαιολογίνα, kyrillisk serbiska: Марија Ангелина Немањић), född 1350, död 28 december 1394, var regerande basilissa i den grekiska korsfararstaten despotatet Epirus från 1384 till 1385. 

## Biografi
Maria var dotter till Simeon Uroš av Epirus och Thomais Orsini. 
Hon gifte sig 1366 med Thomas Preljubović, som av hennes far utnämndes till guvernör i  Ioannina och därmed härskare av vad som fanns kvar av faderns tidigare tillfälliga kejsardöme Epirus, Despotatet Epirus. Maria var populär bland befolkningen, och misshandlades av sin make. 
Den 23 december 1384 avsatte och mördade hon sin make och kunde med allmänhetens stöd bestiga tronen. Hon utropades som monark i Ioannina och antog titeln basilissa, den kvinnliga formen av basileus (kejsare). Hon kallade sin bror, munken John Uroš Doukas Palaiologos till hovet som sin rådgivare. Han rådde henne att gifta sig med den latinska adelsmännen Esau de' Buondelmonti som hennes make hade hållit som gisslan. I själva verket ryktas det att denne hade varit hennes älskare redan innan hennes makes död. Maria gifte sig med Esau i februari 1385 och han tillträdde sedan tronen. Hon tycks ha avlidit barnlös. 
Den bysantinska historikern Laonikos Chalkokondyles svartmålar henne som en omoralisk och otrogen hustru, medan Ionnaninas egen krönika beskriver Maria i mycket smickrande ordalag,